# Écs
Écs es un pueblo húngaro perteneciente al distrito de Pannonhalma en el condado de Győr-Moson-Sopron, con una población en 2013 de 1841 habitantes.
Se conoce su existencia desde 1172 y a lo largo de su historia perteneció a varias familias nobles y a la abadía de Pannonhalma. La localidad original fue destruida a principios del siglo XVII como consecuencia de las invasiones turcas, siendo posteriormente reconstruida hasta que en 1936 se definieron sus límites.
Se ubica junto a la carretera 82 que une Győr con Veszprém.